# Gottenheim
Gottenheim là một đô thị tại mũi bắc của Tuniberg, 15 km về phía tây của Freiburg im Breisgau. Đô thị này tọa lạc ở vùng hành chính Breisgau-Hochschwarzwald in the federal state of Baden-Württemberg, thuộc nước Đức. Đô thị Gottenheim có diện tích 8,74 km², dân số thời điểm 31 tháng 12 năm 2020 là 2916 người.